# One More Tomorrow
One More Tomorrow is een Amerikaanse komedie-dramafilm in zwart-wit uit 1946 onder regie van Peter Godfrey. De film is gebaseerd op het Broadway-toneelstuk The Animal Kingdom van Philip Barry dat in 1932 eerder werd verfilmd.

## Verhaal
Op de vooravond van het uitbreken van de Tweede Wereldoorlog houdt de rijke bachelor Thomas Rufus Collier III een uitbundig feest voor de high society van Connecticut, waar de alcohol rijkelijk vloeit. Christie Sage is een journaliste voor een tijdschrift dat samen met haar assistente Frankie naar het feest komt voor een exclusieve primeur. Cecilia Henry, een dame uit de high society die verliefd is op Thomas, probeert hem tijdens het feest te imponeren, maar Thomas heeft geen interesse en vertrekt samen met Christie en Frankie terug naar New York.
Naast hun reguliere baan voor het tijdschrift, werken Christie en Frankie hard aan de publicaties van een liberaal tijdschrift. Het blad is echter geen succes en ze riskeren faillissement. Wanneer Thomas dit verneemt, besluit hij aandelen te kopen. Dit tot grote ergernis van zijn conservatieve familie, die liever zien dat Thomas het familiebedrijf overneemt dan een liberaal tijdschrift te runnen. Thomas wordt ondertussen verliefd op Christie en doet een huwelijksaanzoek, maar zij wijst hem af en legt uit dat ze een simpele vrouw is die niet in zijn leven past.
Om ongemakken tussen het tweetal te voorkomen, besluit Christie om samen met Frankie naar Mexico te reizen. Thomas accepteert op zijn beurt een date met Cecilia en het duurt niet lang voordat hij met haar trouwt. Zijn ouders bieden hem een groot geldbedrag aan als huwelijksgift, op voorwaarde dat hij afstand neemt van het tijdschrift. Wanneer Thomas weigert, beraamt Cecila achter zijn rug om een plan met zijn ouders om hem op 'het juiste pad' te brengen.
Ondertussen keert Christie terug van Mexico en verklaart de liefde aan Thomas. Haar collega's bij het tijdschrift zijn op dat moment druk bezig met een nieuwsbericht dat diverse vrienden van Thomas uit de high society in gevaar kan brengen. Cecilia liegt tegen Thomas dat zijn vader in de gevangenis belandt indien het artikel wordt gepubliceerd. Wanneer hij iets later wordt geïnformeerd over Cecila's bedrog, verlaat hij haar en begint een relatie met Christie. 

## Rolverdeling
| Acteur            | Personage                      |
| ----------------- | ------------------------------ |
| Ann Sheridan      | Christie Sage                  |
| Dennis Morgan     | Thomas Rufus 'Tom' Collier III |
| Jack Carson       | Patrick 'Pat' Regan            |
| Alexis Smith      | Cecelia Henry                  |
| Jane Wyman        | Frankie Connors                |
| Reginald Gardiner | James 'Jim' Aloysius Fisk      |
| John Loder        | Owen Arthur                    |
| Marjorie Gateson  | Tante Edna Collier             |
| Thurston Hall     | Thomas Rufus Collier II        |
| John Abbott       | Joseph Baronova                |
| Marjorie Hoshelle | Illa Baronova                  |
| Sig Arno          | Poppa Diaduska                 |

## Achtergrond
Warner Brothers kocht de rechten van het toneelstuk in 1942 en stelden Olivia de Havilland en Dennis Morgan aan in de hoofdrollen. De Havilland sloeg de rol echter af en klaagde de studio later aan wegens ontevredenheid over haar contract en de rollen die ze kreeg aangeboden. Hierna werden Bette Davis en Paul Henreid benaderd voor de rollen, met Irving Rapper als regisseur. Ook zij werden vervangen.
De opnamen vonden plaats tussen april en juni 1943, met heropnamen later dat jaar in oktober en november. Het is niet bekend waarom de film pas jaren later in 1946 werd uitgebracht.